# Krystyna Chojnowska-Liskiewicz

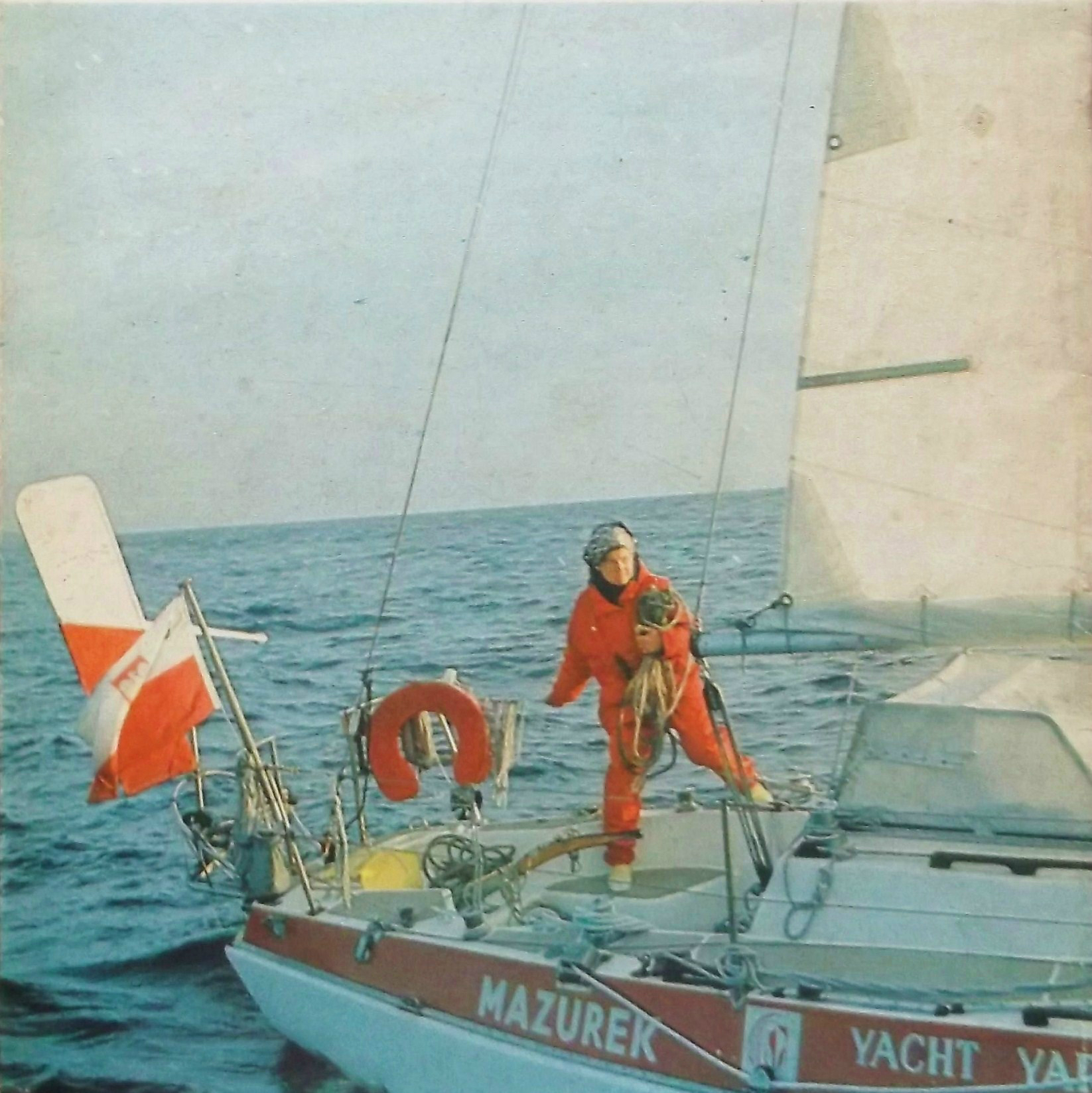
Krystyna Chojnowska-Liskiewicz na pokładzie s/y Mazurek, ok. 1979

Krystyna Chojnowska-Liskiewicz (ur. 15 lipca 1936 w Warszawie, zm. 12 czerwca 2021 w Gdańsku) – polska  inżynier budowy statków i jachtowy kapitan żeglugi wielkiej. Pierwsza kobieta na świecie, która samotnie opłynęła dookoła Ziemię na jachcie żaglowym.

## Życiorys
Urodziła się w Warszawie, po wojnie rodzina przeniosła się do Ostródy. Studiowała na Politechnice Gdańskiej, na Wydziale Budowy Okrętów, który ukończyła w 1960. Jeszcze w czasie studiów,  w 1957 zdobyła patent sternika, a w 1960 sternika morskiego. W roku 1966 otrzymała patent kapitana jachtowego. W latach 1976–1978 samotnie opłynęła dookoła świat na pokładzie jachtu Mazurek, skonstruowanego przez jej męża, Wacława Liskiewicza.
Jacht Mazurek został w lutym 1976 zawieziony na pokładzie statku do portu Las Palmas w Las Palmas na Wyspach Kanaryjskich. Stamtąd Krystyna Chojnowska-Liskiewicz 10 marca wyruszyła w rejs, który jednak został przerwany z powodu konieczności powrotu do portu w celu naprawy drobnych awarii. 28 marca 1976 wyruszyła z Las Palmas ponownie, rejs tym razem przebiegł pomyślnie. Trasa rejsu przebiegała przez Atlantyk, Kanał Panamski, Ocean Spokojny, Australię i wokół Afryki. Po dwóch latach, 20 marca 1978 żeglarka zamknęła pętlę rejsu dookoła świata w pobliżu wysp Zielonego Przylądka, przepływając samotnie 28 696 mil morskich. Do Las Palmas dopłynęła w kwietniu. Była pierwszą kobietą, która dokonała takiego wyczynu - jej konkurentka, Naomi James, zamknęła pętlę dookoła świata 39 dni później, 28 kwietnia 1978.
Spoczywa na Cmentarzu Srebrzysko w Gdańsku.

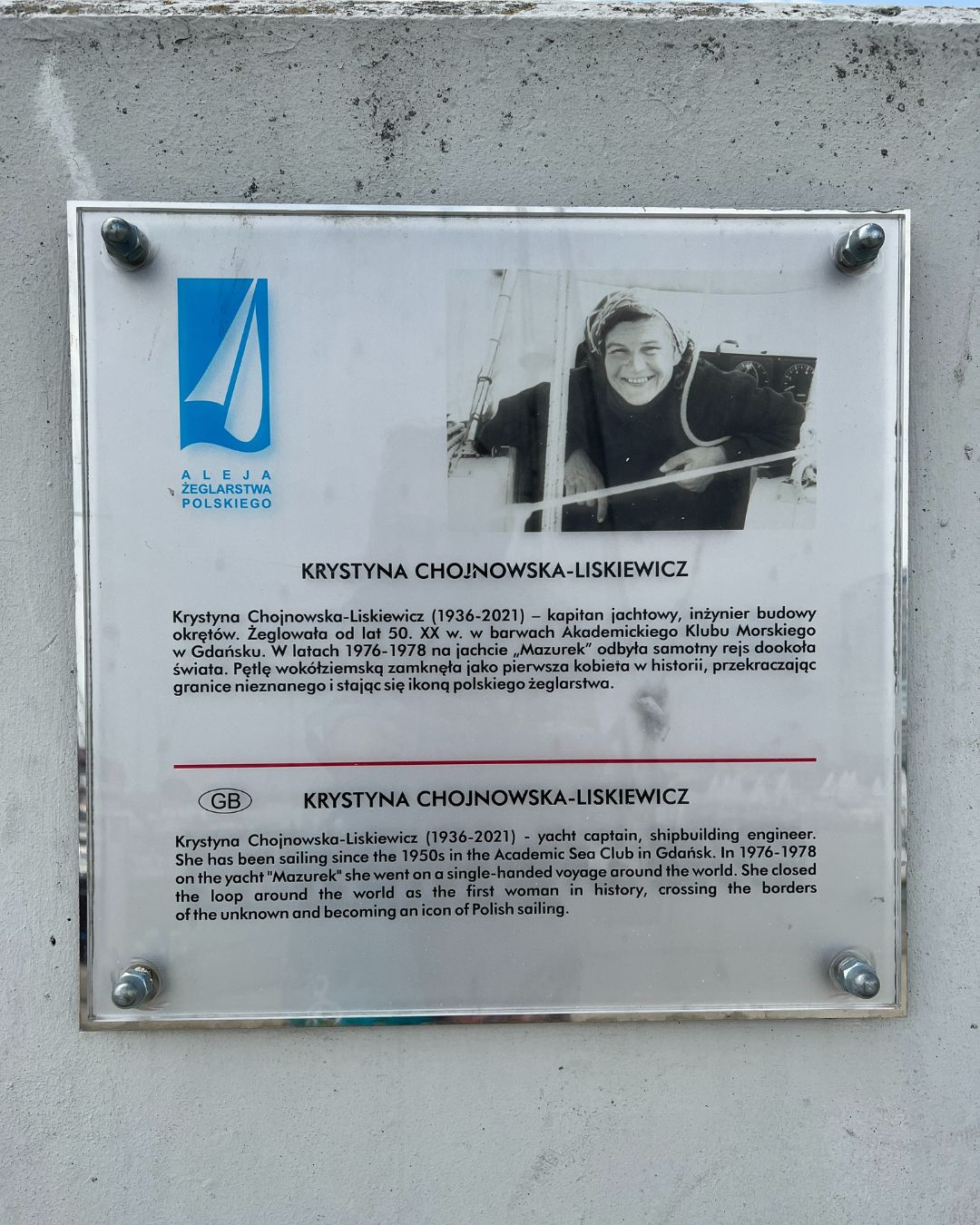
Upamiętnienie Krystyny Chojnowskiej-Liskiewicz w Alei Żeglarstwa Polskiego w Gdyni

## Odznaczenia i nagrody
- Krzyż Komandorski Orderu Odrodzenia Polski;
- Złoty Medal „Za Wybitne Osiągnięcia Sportowe”;
- Srebrny Sekstant – za Rejs Roku 1978;
- Super Kolos – za całokształt osiągnięć.
- Medal Kalos Kagathos (2019)[7]